# Uciderea lui Michael Brown
Uciderea lui Michael Brown a avut loc la 9 august 2014 în Ferguson, Missouri și a cauzat indignare și mișcări de stradă vehemente din partea populației locale, care i-a acordat un caracter rasist.
Michael Brown, un tânăr afro-american de 18 ani, a fost împușcat de poliție, fără a fi înarmat și în timp ce se deplasa pe stradă.
Conform poliției, acțiunea represivă s-a datorat faptului că Brown ar fi încercat să agreseze un polițist și să îl dezarmeze.
Pentru a contracara revoltele care au avut loc în oraș, autoritățile locale au impus, la început restricții de circulație, ca apoi, după câteva zile, să solicite intervenția Gărzii Naționale.
La proteste a participat și activista Hedy Epstein, supraviețuitoare a Holocaustului.